# Spathiostemon
Spathiostemon es un género de plantas perteneciente a la familia Euphorbiaceae. Se distribuyen por Tailandia, Malasia (desde la península malaya a Papúa Nueva Guinea, pero no se encuentra en Sumatra).
Se presentan como árboles o arbustos de hasta 20 metros de altura. Son monoicos, es decir, individualmente poseen flores femeninas y masculinas, aunque los sexos florecen en momentos diferentes y sus hojas están dispuestas en espiral siendo  de contextura simple.

## Taxonomía
El género fue descrito por Carl Ludwig Blume y publicado en Bijdragen tot de flora van Nederlandsch Indië 12: 621. 1826. La especie tipo es: Spathiostemon javensis Blume		

## Especies aceptadas
A continuación se brinda un listado de las especies del género Spathiostemon aceptadas hasta octubre de 2012, ordenadas alfabéticamente. Para cada una se indica el nombre binomial seguido del autor, abreviado según las convenciones y usos.
- Spathiostemon javensis Blume
- Spathiostemon moniliformis Airy Shaw